# Anthurium krukovii
Anthurium krukovii är en kallaväxtart som beskrevs av Thomas Bernard Croat. Anthurium krukovii ingår i släktet Anthurium och familjen kallaväxter. Inga underarter finns listade.